# Округ Џонсон (Арканзас)
Округ Џонсон (енгл. Johnson County) је округ у америчкој савезној држави Арканзас. По попису из 2010. године број становника је 25.540. Седиште округа је град Clarksville.

## Демографија
Према попису становништва из 2010. у округу је живело 25.540 становника, што је 2.759 (12,1%) становника више него 2000. године.
| Група             | 2000.          | 2010.          |
| Белци             | 20.512 (90,0%) | 21.328 (83,5%) |
| Афроамериканци    | 313 (1,4%)     | 364 (1,4%)     |
| Азијати           | 58 (0,3%)      | 175 (0,7%)     |
| Хиспаноамериканци | 1.527 (6,7%)   | 3.094 (12,1%)  |
| Укупно            | 22.781         | 25.540         |